# Поммо

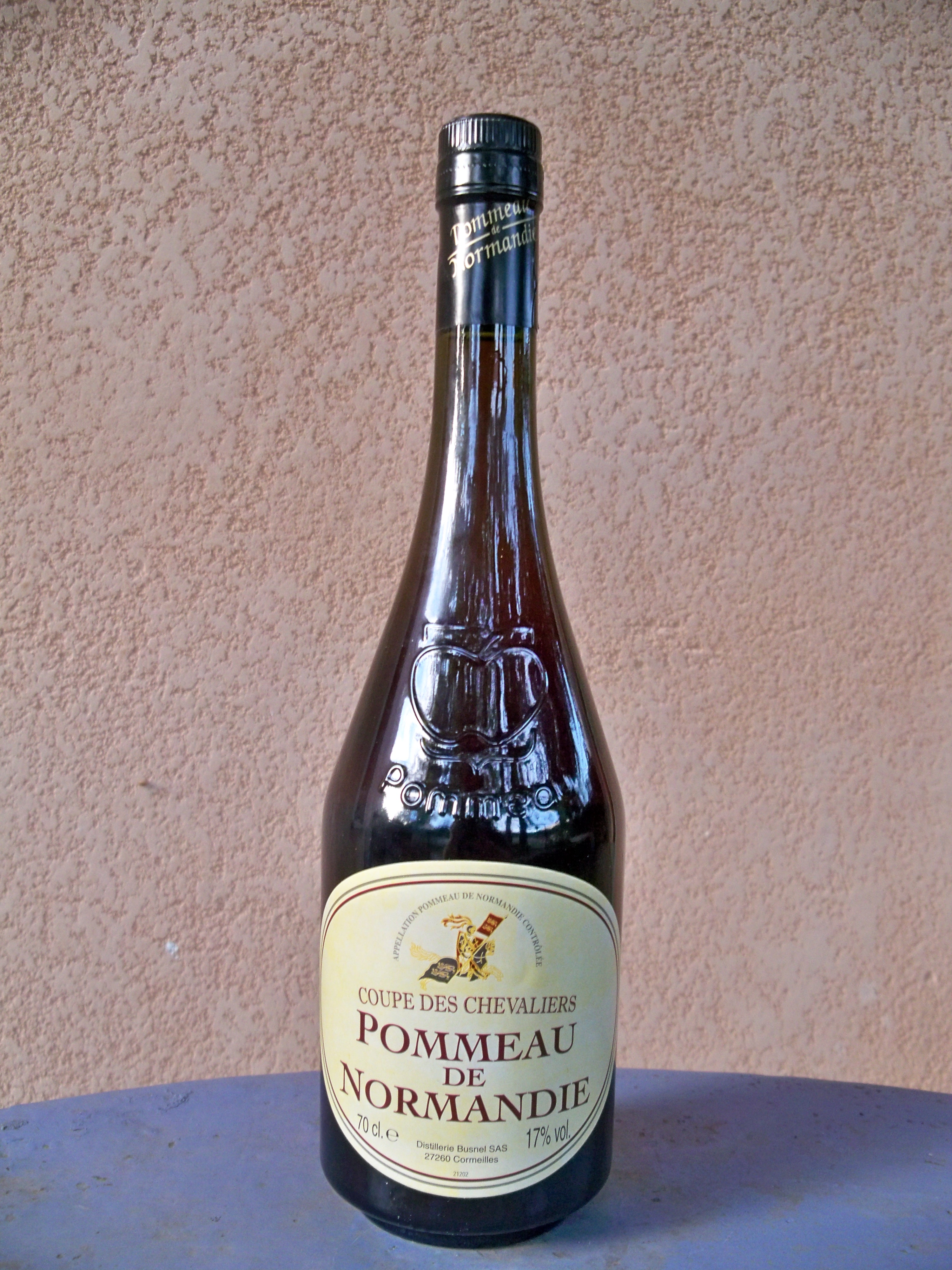
Pommeau de Normandie

Поммо (фр. Pommeau) — солодкий алкогольний напій середньої міцності.
Споживається як аперитив, або як супровід дині або синього сиру. Користується популярність з різноманітними десертами, включаючи будь-які страви з шоколаду або яблука

## Виробництво
Поммо являє собою червоно-коричневу рідину, що містить яблучний сік і яблучне бренді: кальвадос в Нормандії і ламбіг в Бретані. Настоюється поммо зазвичай 2-2,5 роки в дубових бочках. Деякі види поммо в Нормандії витримуються 14-16 місяців.
Поммо класифікується як кріплене вино, зазвичай використовується як аперитив, але може вживатися з блакитними сирами, динею або десертами.
Поммо включене в список контролю справжності і випускається двох видів: Pommeau de Bretagne і Pommeau de Normandie.
Міцність поммо становить 16-18 %. П'ють його охолодженим.